# Arethusana variegata
Arethusana variegata är en fjärilsart som beskrevs av Ruggero Verity 1911. Arethusana variegata ingår i släktet Arethusana och familjen praktfjärilar. Inga underarter finns listade i Catalogue of Life.